# 蘇馬科納波-加勒拉斯國家公園
蘇馬科納波-加勒拉斯國家公園（西班牙語：Parque Nacional Sumaco Napo-Galeras）是厄瓜多爾的國家公園，分属納波省、奧雷亞納省和蘇崑比奧斯省，始建於1994年3月，面積2,067平方公里。公园的最高点是苏马科火山，高达3,732米；公园的最低海拔是600米。

## 物种
公园内至少有大约280种鸟类，包括西蚁鵙、斑翅鹦哥和軍艦金剛鸚鵡等。在苏马科火山东坡2500米处进行的一项生物调查显示，这里有17种哺乳动物，包括8种蝙蝠。其中较大的哺乳动物有美洲豹、眼鏡熊、大食蟻獸、山貘和美洲狮。一些两栖动物如奥索-苏马科蟾等是特有物种，仅分布在苏马科火山东坡。

## 外部連結
- www.sumaco.org / 公园官网（西班牙文）
- www.birdlife.org / 公园内鸟类（西班牙文）（英文）
- www.ambiente.gov.ec / 公园介绍（西班牙文）